# Milan Badelj
Milan Badelj (pronunciat [Milan baːdêʎ], nascut 25 febrer 1989) és un jugador professional de futbol croata que juga com a centrecampista amb la Lazio de la Sèrie A i per a la selecció de futbol de Croàcia.

## Palmarès
Dinamo Zagreb
- 4 Lligues croates: 2008-09, 2009-10, 2010-11, 2011-12.
- 3 Copes croates: 2008-09, 2010-11, 2011-12.
- 1 Supercopa croata: 2010.

SS Lazio
- 1 Copa italiana: 2018-19.